# Bernard Janvier

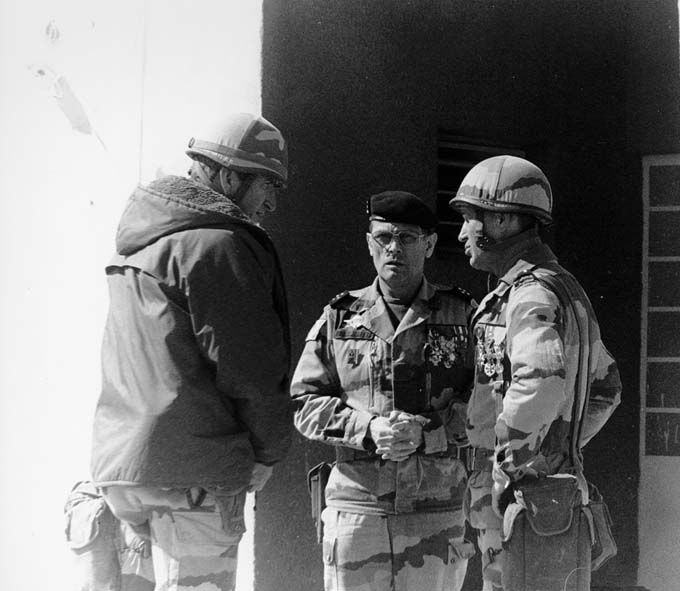
Janvier in Irak in 1991

Bernard Janvier (La Voulte-sur-Rhône, 1939) is een Franse generaal, die van maart 1995 tot 31 januari 1996 militair commandant van UNPROFOR in ex-Joegoslavië was. 
Hij begon zijn militaire carrière als luitenant bij een parachutistenregiment van het vreemdelingenlegioen tijdens de Algerijnse Oorlog.
Hij speelde een rol tijdens de Val van Srebrenica, toen hij bij de Bosnisch-Servische aanval op 11 juli in eerste instantie luchtondersteuning aan Dutchbat weigerde. 
Op het moment dat generaal Janvier in tweede instantie wel toestemming gaf voor luchtondersteuning hadden de betrokken vliegtuigen al naar hun basis in Italië moeten terugkeren omdat hun brandstof opraakte. 
Er zijn beschuldigen geuit dat hij dit in opdracht van president Chirac zou hebben gedaan. In een brief van de toenmalige speciale VN-gezant voor Bosnië, Yasushi Akashi, aan het VN-hoofdkwartier in New York, zei Akashi dat de Servische president Slobodan Milošević hem op 17 juni 1995 in een gesprek had verteld dat de Franse president Jacques Chirac hem zou hebben beloofd dat er zonder toestemming van Parijs geen NAVO-luchtaanvallen zouden komen. Hierbij speelde op de achtergrond mee dat op dat moment Franse soldaten door de Bosnische Serviërs werden gegijzeld. 
Noch het onderzoek van de NIOD, noch een Franse parlementaire onderzoekscommissie heeft echter bewijzen voor deze beschuldiging kunnen vinden. Wel oordeelt de Franse onderzoekscommissie dat Janvier bij de eerste afwijzing een manifeste beoordelingsfout heeft gemaakt, de grootste fouten zouden echter door de Nederlandse VN-officieren zijn gemaakt, die er een "knoeiboel" van zouden hebben gemaakt.
Janvier is niet te spreken over het optreden van de Nederlandse Dutchbat-militairen: "Als er in plaats van 400 Nederlanders 400 Fransen in Srebrenica hadden gezeten, was de enclave niet gevallen". Op 10 juli beval Janvier de Nederlanders om met hun pantserwagens een defensieve 'blocking position' in te nemen om zo de Servische opmars te stuiten. "De Nederlanders hadden de opdracht om zich te verweren. Als men de order krijgt een route te blokkeren, dan levert men strijd, dat is de missie. Wij zouden hebben gevochten, en dat zou alles hebben veranderd".